# Anghelos Sikelianos
Anghelos Sikelianos (în greacă Άγγελος Σικελιανός; n. 15 martie 1884, Lefkada, Peloponez, Grecia de Vest și Insulele Ionice⁠(d), Grecia – d. 19 iunie 1951, Atena, Regatul Greciei) a fost un poet liric și dramaturg grec. Printre temele abordate de el se află istoria Greciei, simbolismul religios precum și armonia universală în poezii precum The Moonstruck, Prologue to Life, Mother of God și Delphic Utterance. A publicat mai multe piese de teatru printre care Sibylla, Daedalus in Crete, Christ in Rome, The Dath of Digenis, The Dithyramb of the Rose și Asklepius. Deși grandilocvența sa reduce, ocazional, efectul poetic al operei sale, unele dintre poeziile frumoase ale lui Sikelianos se află printre cele mai bune creații lirice din literatura occidentală.

## Biografie

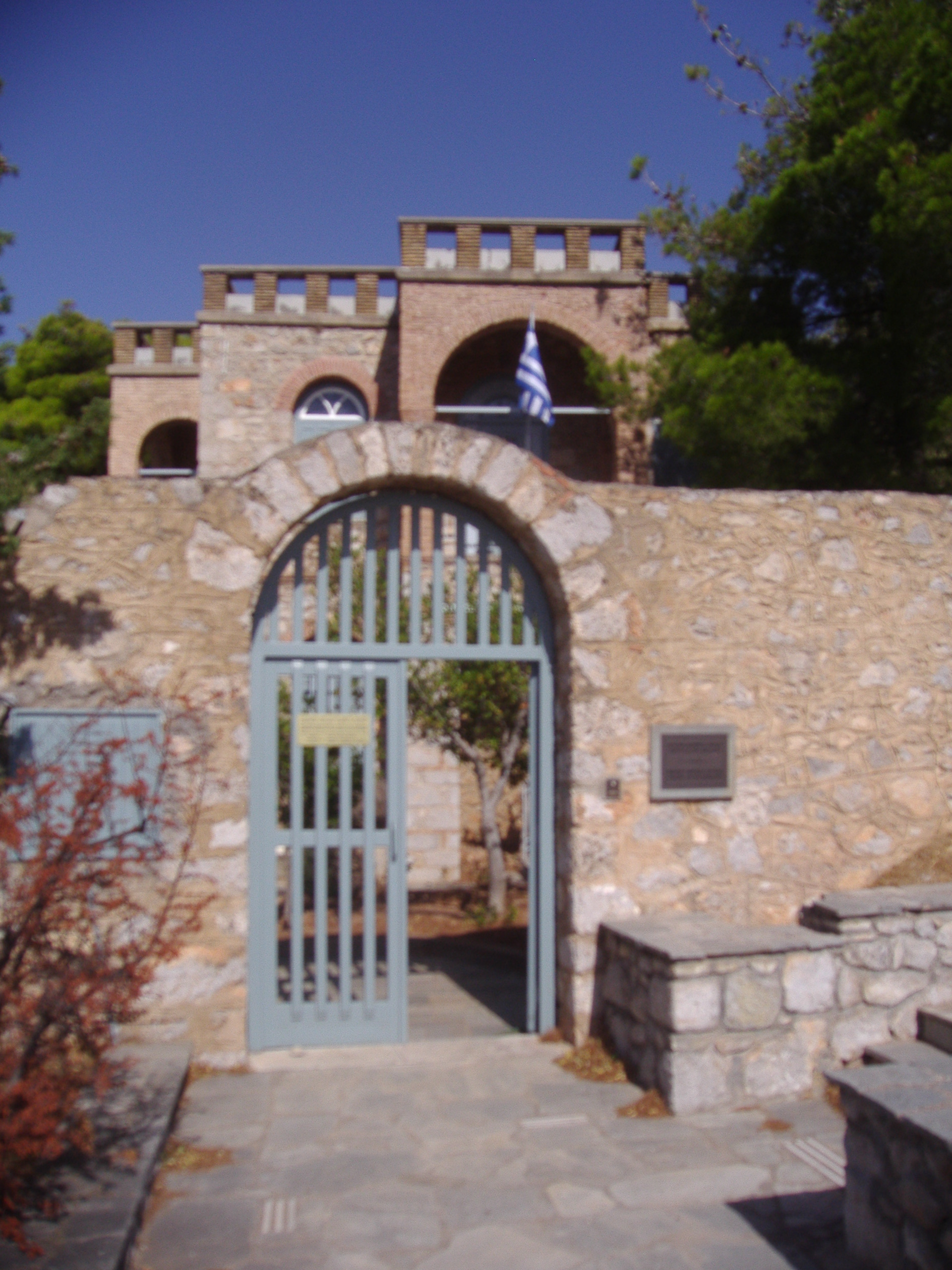
Casa lui Anghelos Sikelianos de la Delfi.

Sikelianos s-a născut în Lefkada unde și-a petrecut copilăria. În 1900 s-a înscris la Facultatea de Drept din Atena, dar nu a absolvit-o.
În cursul următorilor ani, el a călătorit mult și s-a dedicat poeziei. În 1907 s-a căsătorit cu americana Eva Palmer în America; cuplul s-a mutat la Atena în 1908. În această perioadă, Sikelianos a intrat în contact cu intelectuali greci și în 1909 a publicat primul volum de poezii, Alafroískïotos (Lunaticul), care a avut un impact imediat și a fost recunoscut de critici ca fiind o creație literară importantă.
El s-a împrietenit, de asemenea, cu confratele scriitor Nikos Kazantzakis, iar în 1914 ei au petrecut patruzeci de zile pe Muntele Athos, vizitând cele mai multe dintre mănăstirile de acolo și ducând vieți de asceți. În anul următor ei au pornit într-un pelerinaj prin Grecia. Cei doi scriitori au fost spirite înrudite, dar au avut opinii foarte diferite asupra vieții. Sikelianos a fost un om de lume, plin de optimism și cu o credință de neclintit în talentul său de scriitor. Kazantzakis era în schimb taciturn și retras, măcinat de îndoieli, și avea, după cum el însuși a recunoscut, o tendință de a se concentra pe gândirea unei persoane și nu pe figura acesteia. Împreună, cu toate acestea, ei au împărtășit preocuparea de a încerca să rafineze și să înalțe spiritul uman prin preocupări artistice.

## Festivalurile Delfice
În mai 1927, cu sprijinul soției sale, Eva Palmer-Sikelianos, Sikelianos a organizat Festivalul Delfic în cadrul unui efort general de renaștere a „ideilor delfice”. Sikelianos a crezut că principiile care au stat la baza civilizației clasice ar putea oferi independență spirituală și servi ca un mijloc de comunicare între oameni. Evenimentul a constat din concursuri sportive (în stil clasic, amintind de Jocurile Pythice), un concert de muzică bizantină, o expoziție de artă populară, precum și o reprezentare a piesei Prometeu înlănțuit de Eschil. Festivalurile Delfice au fost apreciate de critici (mulți dintre ei au fost invitați să participe) și, în ciuda lipsei de implicare a statului, ele au fost repetate trei ani mai târziu. Renașterea a fost apoi definitiv abandonată din cauza costurilor excesive de organizare. În scopul de a onora memoria lui Anghelos și Eva Sikelianos, Centrul Cultural European din Delfi a cumpărat și restaurat casa lor din Delfi, care găzduiește astăzi Muzeul Festivalurilor Delfice.
Eva Palmer a plecat în Statele Unite, și Sikelianos s-a căsătorit cu Anna Karamani.
În timpul ocupației germane, el a devenit o sursă de inspirație pentru poporul grec, mai ales prin discursul său și prin poezia pe care le-a recitat la înmormântarea poetului Kostis Palamas. El a fost cel care a compus scrisoarea care l-a determinat pe arhiepiscopul Damaskinos să le ceară germanilor să salveze viețile evreilor greci. Scrisoarea a fost semnată de mai mulți cetățeni greci de frunte care s-au ridicat în apărarea evreilor ce erau persecutați. Nu există nici un document de protest similar împotriva ocupanților naziști în timpul celui de-al Doilea Război Mondial, care să fie descoperit într-o altă țară europeană.
În 1949 el a fost candidat la Premiul Nobel pentru Literatură.
Sikelianos a suferit de o boală cronică timp de mai mulți ani; a murit accidental la 19 iunie 1951 în Atena după ce a băut din neatenție Lysol în loc de Nujol (un medicament). El a fost îngropat în Primul Cimitir al Atenei. 

## Opera
Sikelianos și-a publicat opera sa poetică în trei volume în anii 1946 și 1947. Titlul colecției a fost Viață lirică. El a lăsat, cu toate acestea, mai multe poezii nepublicate. În 1965 G.P. Savvides, un proeminent filolog grec, a început să publice întreaga operă poetică a lui Sikelianos, care a fost cuprinsă în cele din urmă în cinci volume. 

## Traduceri
- Selected Poems, tr. E. Keeley, P. Sherrard (1979; repr. 1980) ISBN 960-7120-12-4